# That's How You Know
That's How You Know é um número musical do filme Enchanted, do ano de 2007, composta por Alan Menken e escrita por Stephen Schwartz. No filme, é apresentada pela atriz Amy Adams com vocais de fundo de Marlon Saunders e outros cantores. A canção está na trilha sonora do filme, lançada em 20 de Novembro de 2007 nos Estados Unidos.
Foi nomeada para "Melhor Canção" no 13th Critics' Choice Awards e "Melhor Canção Original" no 65th Golden Globe Awards e no 80th Academy Awards. Também foi nomeada no 51st Grammy Awards na categoria de "Melhor Canção Escrita para Filme de Cinema, Televisão ou Outro Meio de Comunicação Visual".

## Contexto
No filme, "That's How You Know" é apresentada por Amy Adams como Giselle. Durante um passeio no Central Park, Giselle pergunta à Robert (Patrick Dempsey) sua opinião sobre o amor, depois de descobrir que ele está com sua namorada, Nancy (Idina Menzel), há cinco anos e ainda não a pediu em casamento. Ela começa a cantar "That's How You Know" para mostrar para ele como deve mostrar sua afeição por Nancy.

## Outras versões

### Versão de Kristin Chenoweth
A atriz Kristin Chenoweth, que co-estrelou na Broadway o musical Wicked com Idina Menzel (a "Nancy Tremaine" em Enchanted) apresentou uma versão abreviada (o segundo verso e o refrão seguinte são omitidos) na cerimônia do 80th Academy Awards com Saunders e os dançarinos do filme presentes.

### Versão de Demi Lovato
Demi Lovato regravou a canção no DisneyMania 6. Essa versão difere bastante da original, tendo uma evolução diferente no acorde de fundo, eliminando os vestígios da influência do calipso e com mais guitarra e bateria.